# Waarnemingen.be
Waarnemingen.be is een website waarop natuurwaarnemingen in België verzameld worden in samenwerking met Natuurpunt. Voor Franstalig België gebeurt dit in samenwerking met Natagora op de website Observations.be. De Nederlandse tegenhanger is Waarneming.nl. Waarnemingen.be werd opgezet door de vzw Natuurpunt Studie in samenwerking met de Stichting Natuurinformatie.

## Doel en werking
Doel van Waarnemingen.be is om een actueel inzicht te geven in de biodiversiteit (rijkdom van de natuur) in België. Daartoe worden door de gebruikers waarnemingen verzameld van vogels, zoogdieren, amfibieën en reptielen, vlinders (dagvlinders in een aparte categorie), libellen, overige geleedpotigen, vissen, weekdieren, paddenstoelen, mossen/korstmossen en overige planten. Aan deze waarnemingen kunnen foto's of geluiden worden gekoppeld. Waarnemingen in Nederland kunnen ingevoerd worden op Waarneming.nl. Waarnemingen buiten België of Nederland kunnen op een aparte website, Observation.org worden ingevoerd. De waarnemingen zijn voor alle gebruikers gratis raadpleegbaar. Om misbruik zoals stroperij te voorkomen wordt van waarnemingen soms de locatie onzichtbaar gemaakt of worden waarnemingen onder embargo gezet.

Logo van Waarnemingen.be (2008)

Waarnemingen.be wordt onderhouden door een groep vrijwilligers, de admins. Deze zien ook toe op de kwaliteit van de waarnemingen, door commentaar te leveren, navraag te doen en door actieve bijdrage in het forum waar mensen (determinatie)vragen kunnen stellen.
10 jaar na lancering van de website werden al 30 miljoen waarnemingen gemeld.

## Waarnemingen.be op mobiele apparaten

Logo van ObsIdentify

Waarneming.nl pionierde al vroeg met mobiele applicaties voor PDA's (WnPda en WnSmart, beide voor Windows Mobile). Voor moderne telefoons zijn er drie geschikte apps:
- ObsMapp (Android)
- iObs (iOS)
- ObsIdentify (Android en iOS)

Met ObsMapp en iObs is het mogelijk waarnemingen in het veld in te voeren op een smartphone en deze later via een internetverbinding te uploaden naar Waarnemingen.be, Waarneming.nl of Observation.org. ObsIdentify vereist altijd een internetverbinding.
Bij de invoer van de waarneming wordt de locatie via GPS bepaald. Datum en tijd worden automatisch toegevoegd op basis van de instellingen van de smartphone. Een soort op een foto kan door middel van beeldherkenning automatisch worden geïdentificeerd.